# Troféu Cinco Violinos de 2013
O Troféu Cinco Violinos de 2013 foi a 2ª edição do Troféu Cinco Violinos disputada no dia 11 de agosto no Estádio José Alvalade, Lisboa. O troféu foi vencido pelo anfitrião Sporting após uma vitória de 3-0 sobre a Fiorentina.

## Detalhes do jogo
| Sporting C.P.   |                  |     |     |
| Onze inicial:   |                  |     |     |
| 1               | Rui Patrício     | 79' |     |
| 41              | Cédric           | 46' |     |
| 3               | Maurício         |     |     |
| 35              | Rúben Semedo     | 77' |     |
| 4               | Jefferson        |     |     |
| 10              | Gérson Magrão    | 82' |     |
| 14              | William Carvalho |     |     |
| 21              | Fito Rinaudo     | 65' | 43' |
| 8               | André Martins    | 81' |     |
| 28              | Wilson Eduardo   | 46' |     |
| 17              | Fredy Montero    | 65' | 5'  |
| Substituições:  |                  |     |     |
| 22              | Marcelo Boeck    | 81' |     |
| 2               | Welder           | 46' |     |
| 26              | André Santos     | 65' |     |
| 9               | Islam Slimani    | 82' |     |
| 11              | Diego Capel      | 65' |     |
| 18              | André Carrillo   | 46' | 72' |
| Treinador:      |                  |     |     |
| Leonardo Jardim |                  |     |     |

| Fiorentina        |
| Onze inicial:     |
| Substituições:    |
| Treinador:        |
| Vincenzo Montella |